# Skála Sotíros
Skála Sotíros (Skala Sotiros) är en ort i Grekland.   Den ligger i prefekturen Nomós Kaválas och regionen Östra Makedonien och Thrakien, i den nordöstra delen av landet, 300 km norr om huvudstaden Aten. Skála Sotíros ligger 9 meter över havet och antalet invånare är 376. Den ligger på ön Thassos.
Terrängen runt Skála Sotíros är kuperad åt sydost, men västerut är den platt. Havet är nära Skála Sotíros åt nordväst. Runt Skála Sotíros är det ganska glesbefolkat, med 34 invånare per kvadratkilometer. Närmaste större samhälle är Prínos, 2,8 km nordost om Skála Sotíros. 